# Xiaomi Auto
Xiaomi Auto (小米汽车; élégalement Xiaomi Automobile Co Ltd) est un constructeur automobile chinois dont le siège social est à Pékin. La structure est une filiale de la société chinoise d'électronique grand public Xiaomi.
Fondée en 2021 par Lei Jun, la société développe et fabrique exclusivement des véhicules électriques.

## Histoire

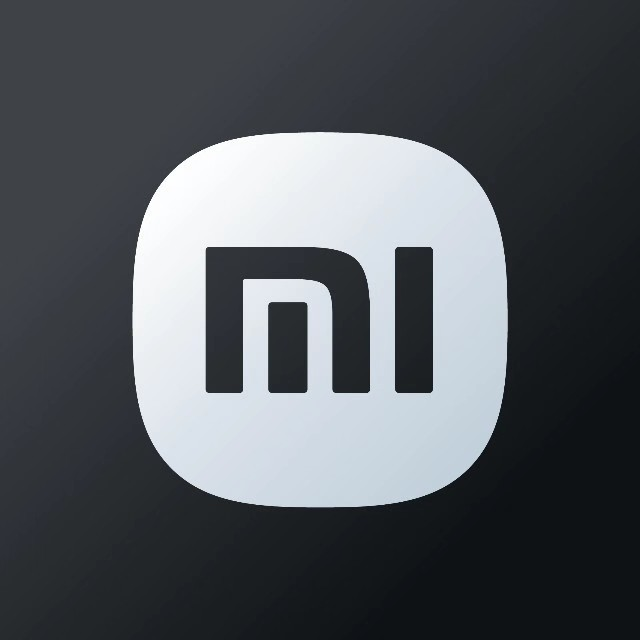
Logo alternatif, utilisé dans les véhicules Xiaomi

Le 30 mars 2021, Xiaomi annonce la création d'une filiale entièrement spécialisée dans les véhicules électriques intelligents. L'investissement initial pour cette entreprise est de 10 milliards de yuans chinois, avec un investissement total prévu de 10 milliards de dollars américains, au cours des 10 prochaines années. Lei Jun, PDG du groupe, serait également PDG de l'entreprise de véhicules électriques intelligents.1 Le 1er septembre 2021, Xiaomi Automobile Co. est officiellement créée.
Le 27 novembre 2021, le gouvernement municipal de Pékin et Xiaomi créent une joint-venture, annonçant officiellement l'implantation de Xiaomi Auto dans la zone de développement économique et technologique de Pékin. L'industriel prévoit de construire une usine de véhicules en deux phases, avec une capacité de production annuelle de 300 000 véhicules. 
En mars 2022, le groupe Xiaomi a publié son rapport annuel de performance pour 2021. Le rapport révèle que l'activité de véhicules électriques intelligents de Xiaomi a progressé au-delà des attentes depuis l'annonce du plan de fabrication de voitures en mars 2021. En décembre 2023, l'équipe de recherche et développement (de l'activité automobile) compte plus de 1 000 personnes et le début de la production en série est prévu au premier semestre 2024.
Le 28 décembre 2023, Xiaomi dévoile sa première voiture électrique, la SU7. Ce modèle est lancé le 28 Mars 2024 et le constructeur commence à prendre des commandes pour la voiture ce jour-là.
La première voiture sors de la chaîne de production de la zone de développement économique et technologique de Pékin en 2024, marquant ainsi le début de la production à grande échelle.
En juillet 2024, Xiaomi Auto a obtenu une qualification de constructeur automobile indépendant auprès du gouvernement chinois après avoir utilisé les références de BAIC Motor.

## Produits
- Xiaomi SU7 (2024-présent), grande berline, BEV
- Xiaomi YU7 (à venir), SUV de taille moyenne, BEV

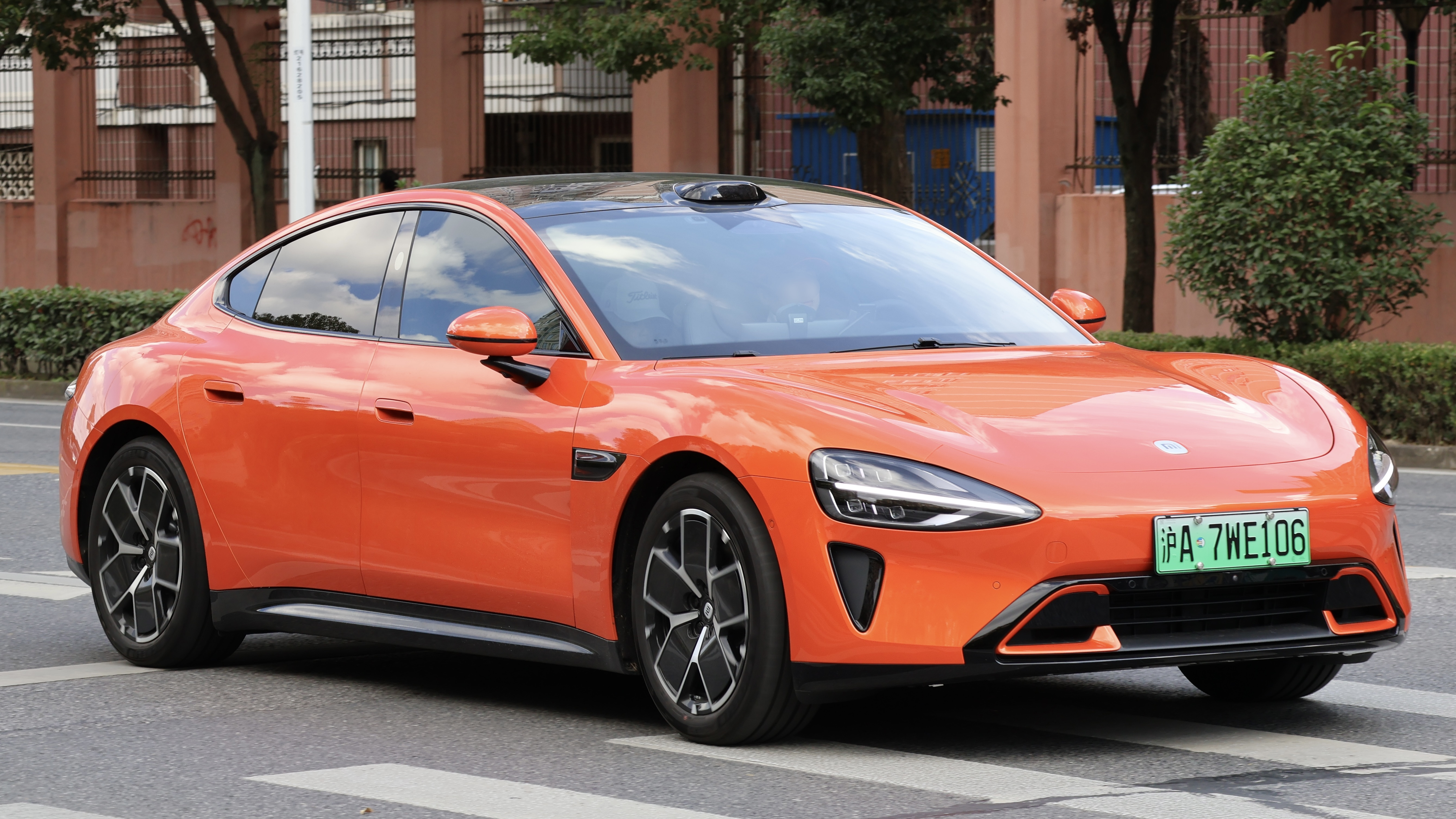
Xiaomi SU7

## Ventes
| Année | Total   |
| ----- | ------- |
| 2024  | 135 000 |

Concernant la SU7, alors que Xiaomi espérait livrer 60 000 voitures en 2024, l'année s’est achevée sur plus de 130 000 livraisons. En mars 2025, le 200 000ème exemplaire est atteint. Les premières estimations à 300 000 livraisons en 2025 sont portées à 350 000 après l’ouverture de sa seconde unité de production à Pékin et le lancement du crossover YU7.